# Condado de Finat
El condado de Finat es un título nobiliario español de carácter hereditario que fue concedido por el rey Alfonso XII, el 31 de julio de 1884, a favor de José Finat y Albert, diputado a Cortes.

## Condes de Finat
|                          | Titular                        | Periodo                  |
| Creación por Alfonso XII | Creación por Alfonso XII       | Creación por Alfonso XII |
| ------------------------ | ------------------------------ | ------------------------ |
| I                        | José Finat y Albert            | 1884-1892                |
| II                       | José Finat y Carvajal          | 1892-¿?                  |
| III                      | José Finat y Escrivá de Romaní | 1956-1995                |
| IV                       | José Finat y de Bustos         | 1996-1997                |
| V                        | José María Finat y Riva        | 1997-actual titular      |

## Historia de los condes de Finat
- José Finat y Albert (19 de diciembre de 1807-1 de marzo de 1891), I conde de Finat.[2]

Casó con Justa Ortiz de Leguizamón. En 8 de febrero de 1892, sucedió su nieto, hijo de Hipólito Finat y Ortiz de Leguizamón y de su esposa, Leonor de Carvajal y Samaniego, XV condesa de Mayalde.
- José Finat y Carvajal (n. Madrid, 17 de octubre de 1872), II conde de Finat, XVI conde de Mayalde y XII conde de Villaflor, marqués de Terranova.[3]

Casó con María Escrivá de Romaní y de la Quintana.  En 27 de abril de 1956, sucedió su hijo:
- José Finat y Escrivá de Romaní (1904-1995), III conde de Finat desde 1956,[4] XVII conde de Mayalde, XV conde de Villaflor, XII marqués de Terranova,[4] político Alcalde de Madrid.

Casó, el 27 de junio de 1919, con Casilda Bustos y Figueroa (n. 1910), hija de Rafael de Bustos y Ruiz de Arana, XV marqués de Salinas del Río Pisuerga, XIII duque de Pastrana, grande de España, y de su esposa Casilda Figueroa y ALonso-Martínez. En 1996, sucedió su hijo:
- José María de la Blanca Finat y Bustos (n. 25 de febrero de 1932), IV conde de Finat,[4] XVIII conde de Mayalde, XIV vizconde de Rías, XI marqués de Corvera y otros títulos.

Casó con Aline Riva de Luna. En 1997, por distribución, sucedió su hijo:
- José María Finat y Riva, V conde de Finat.[4][5]

Caso, el 22 de junio de 1996, en Jerez de la Frontera con Blanca de Domecq-Zurita y López Becerra. Padres de José María, Manuel y Aline Finat y Domecq-Zurita.